# Ворселар
Ворселар (на нидерландски: Vorselaar) е селище в Северна Белгия, окръг Тьорнхаут на провинция Антверпен. Намира се на 13 km югозападно от град Тьорнхаут. Населението му е около 7360 души (2006).